# John Frederick Miller
John Frederick Miller (1759 – 1796) è stato un naturalista e illustratore inglese, soprattutto di soggetti botanici.
Era figlio dell'artista John Sebastian Miller (1715 - 1790 ca.). Miller, assieme al fratello James, produsse disegni tratti dagli schizzi fatti da Sydney Parkinson nel corso del primo viaggio di James Cook. Egli stesso accompagnò Joseph Banks in una spedizione in Islanda nel 1772.

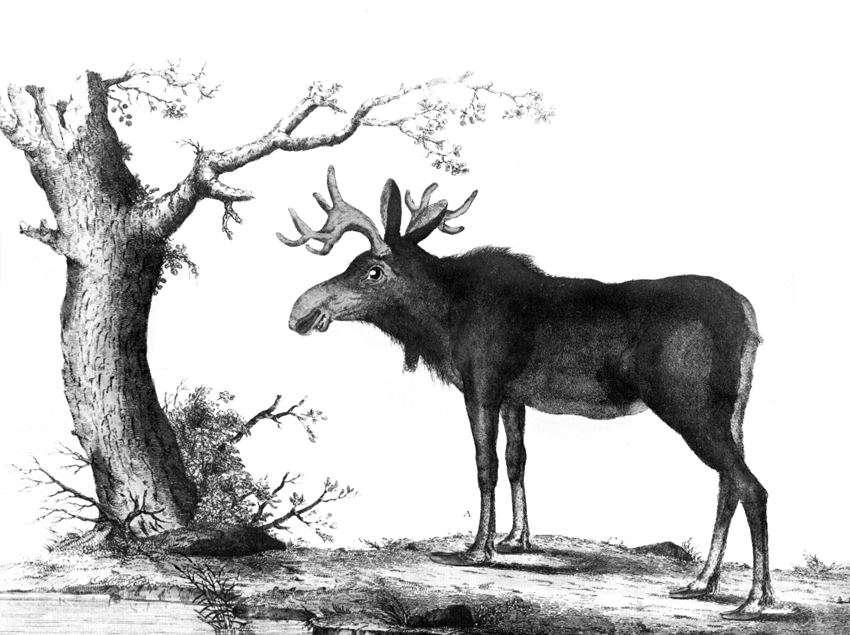
Disegno tratto dai Cimelia Physica.

La più importante opera di Miller sono i Cimelia Physica. Figures of rare and curious quadrupeds, birds, &c. together with several of the most elegant plants (1796), con testi scritti da George Shaw.
| J. F. Miller, J.F.Miller, Miller, JF è l'abbreviazione standard utilizzata per le specie animali descritte da John Frederick Miller. Categoria:Taxa classificati da John Frederick Miller |